# Don Nichols
Don Nichols (12 december 1978) is een voormalig Canadees ijshockeyspeler.
Hij begon zijn carrière in 1995 bij de Chilliwack Chiefs in Canada. In 1999 maakte hij de overstap naar de Tilburg Trappers in Nederland. Gedurende het grootste deel van zijn carrière bleef hij in Nederland actief, waar hij onder andere uitkwam voor de Friesland Flyers en HYS Den Haag. Hij was tussendoor ook kort actief in Noorwegen, Australië, Italië en de Verenigde Staten. Hij sloot in 2020 zijn carrière af bij de Tilburg Trappers III.